# Poladroid
Poladroid est un logiciel de traitement d'images qui permet de transformer une photographie en image avec un rendu « Polaroid ». L'application est disponible sur Mac OS en diffusion gratuite (freeware).
Sa première mise en ligne en version bêta remonte au 17 octobre 2008. Une version alpha pour Windows a été mise en ligne par le créateur le 27 décembre 2008. Depuis, le projet est laissé à l'abandon.

## Description
« Poladroid » est un générateur d’image à la manière d’un Polaroid (un Polaroid-like). Il produit des images en haute définition (400 dpi) qui pourront être imprimées en ayant l’apparence d’un véritable cliché Polaroid.
L’utilisation de Poladroid est simple : il suffit de glissez-déposez les fichiers JPEG directement sur l’icône de l’application et patienter pendant que l’image arrive très lentement à la manière d'un véritable cliché sorti d'un appareil Polaroid.
Les images générées reproduisent toutes les imperfections d’un cliché POLAROID telles que :
- l’interprétation des virages de couleur ainsi que le vignettage
- l’obligation de patienter avant de découvrir l’image
- la limitation de ne traiter pas plus de 10 images à la suite, une cartouche de Polaroid ne contenant que 10 feuilles. Il faudra donc quitter le logiciel et le relancer afin de profiter de 10 nouveaux traitements.

## Anecdotes
- Quelques heures à peine après un premier article de presse sur l'édition française du blog Gizmodo, le site Macbidouille dédié aux utilisateurs de produits Apple parle du projet. En 72 heures, le logiciel sera téléchargé près de 60 000 fois, principalement en version anglophone.

- Le bouche à oreille fonctionne puisque début décembre 2008, le créateur annonce avoir dépassé 300.000 téléchargements, toujours en version anglophone et sur Mac OS uniquement. En mars 2009, soit près de 5 mois après sa mise en ligne, la barre du million de téléchargements sera franchie.

- Certains blogueurs pensent le créateur du logiciel prénommé « Paul Ladroid » n'est autre que la marque Polaroid pour mieux la relancer. En réalité, il s'agit d'un pseudo pris par le développeur français dont le vrai nom est Dominik Fusina.

- En avril 2009, la sortie d'une version de Poladroid pour iPhone est enfin annoncée. Sa mise en ligne sur l'App Store est bloquée par Apple qui prétexte une utilisation non autorisée de la marque Polaroid alors que d'autres applications sont déjà validées ce qui a provoqué quelques remous au sein des utilisateurs et un message du créateur relayé sur le site de l'application.

- En juin 2009, le chanteur Justin Timberlake parle de son addiction pour Poladroid sur son blog officiel.
- Début 2010, l'application instagram arrive et rend plus populaire la photographie avec filtres depuis un smartphone en contournant les limites imposées par l'usage d'une marque proche de Polaroid et reprend en partie des éléments du concept du client lourd de Poladroid